# Savoca
Savoca település Olaszországban, Szicília régióban, Messina megyében. Lakosainak száma 1724 fő (2023. január 1.). Savoca Casalvecchio Siculo, Forza d’Agrò, Furci Siculo, Santa Teresa di Riva és Sant’Alessio Siculo községekkel határos.

## Népesség
A település lakossága az elmúlt években az alábbi módon változott:
| Lakosok száma | 1707 | 1715 | 1724 |
|               | 2017 | 2018 | 2023 |